# Saint-Marcel-de-Félines
Saint-Marcel-de-Félines is een gemeente in het Franse departement Loire (regio Auvergne-Rhône-Alpes) en telt 691 inwoners (1999). De plaats maakt deel uit van het arrondissement Roanne.

## Geografie
De oppervlakte van Saint-Marcel-de-Félines bedraagt 22,6 km², de bevolkingsdichtheid is 30,6 inwoners per km².
De onderstaande kaart toont de ligging van Saint-Marcel-de-Félines met de belangrijkste infrastructuur en aangrenzende gemeenten.

## Demografie
Onderstaande figuur toont het verloop van het inwonertal (bron: INSEE-tellingen).